# Alan Sorrenti
Alan Sorrenti (Nápoles, 9 de diciembre de 1950) es un cantautor italiano.

## Trayectoria artística
Sorrenti nació en Nápoles, pero su madre era galesa y pasó gran parte de su infancia en Aberystwyth, Gales. Como resultado, habla italiano e inglés con fluidez y ha cantado en ambos idiomas a lo largo de su carrera. Su trayectoria se inició a principios de los años 1970; Lanzó su primer álbum, Aria, en 1972, seguido de Come un vecchio incensiere all'alba di un villaggio deserto en 1973, ambos compuestos principalmente de rock progresivo y temas experimentales.
En 1976, Alan Sorrenti cambió de género y lanzó temas que recuerdan más al género dance. A finales de 1979 consiguió un gran éxito europeo con el sencillo Tu sei l'unica donna per me, versionado desde entonces en varios idiomas diferentes. También ha cantado en español (Dame tu amor, No es locura, Que daría yo).
Alan representó a Italia en el Festival de la Canción de Eurovisión de 1980 con la canción Non so che darei. Terminó sexto en el concurso, pero la pista se convirtió en una de las más vendidas de ese año en Europa continental y Escandinavia después de What's Another Year? del ganador Johnny Logan.
En 2006, Sorrenti participó en el Festival O' Scià en la isla de Lampedusa. La hermana menor de Alan, Jenny Sorrenti, también es artista discográfica y ha lanzado dos álbumes con su banda de folk/rock progresivo Saint Just, así como varios álbumes en solitario.

## Discografía
- Aria (1972)
- Come un vecchio incensiere all'alba di un villaggio deserto (1973)
- Alan Sorrenti (1974)
- Sienteme, it's time to land (1976)
- Figli delle Stelle (1977)
- L.A. & N.Y. (1979)
- Di notte (1980)
- Alan Sorrenti (1981) (Japan)
- Angeli di strada (1983)
- Bonno Soku Bodai (1987)
- Radici (1992)
- Kyoko mon amour (1997)
- Miami (1996)
- Sottacqua (2003)
- The Prog Years, 5 Cd-BoxSet (2018)